# Only Sixteen

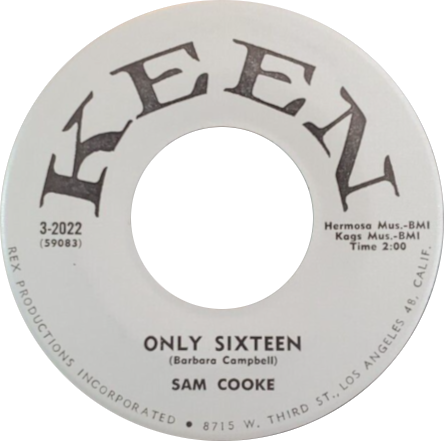
Skiva med singeln

Only Sixteen är en sång skriven av Barbara Campbell och Sam Cooke, vilken blev en stor hit för Craig Douglas 1959.

## Coverversioner
The Heptones gav 1967 ut en rocksteady-version producerad av Coxsone Dodd
- The Supremes 1968
- Rock-Ragge 1960

## Listplaceringar
| Lista (1959) | Position |
| ------------ | -------- |
| Norge        | 1        |

### Fotnoter
1. ↑  Listplacering